# トルコ軍によるシリア侵攻 (2019年)
トルコ軍によるシリア侵攻 (2019年)は、2019年10月9日、トルコ軍がシリア国境を越えてクルド人勢力に攻撃を行った作戦について記述する。トルコ側発表による作戦名は平和の泉作戦（トルコ語: Barış Pınarı Harekâtı、英語: Operation Peace Spring）で、トルコ公式メディアTRT日本語が公式に使用しているほか、スプートニク通信社日本語版なども同様に「泉」と表記している。その一方で、AFP（フランス通信社）日本語版など一部のメディアは作戦名を平和の春作戦と表記しているが、これは「泉」を意味するトルコ語 pınar(ı) の英訳に当たる単語 spring が「泉」のほか「春」や「ばね」などの意味も持つ多義語であり、トルコ語 pınar(ı) を日本語に重訳する際に生じた誤訳であるものと推測される。

## 2019年10月9日以前
トルコは、国内のクルド人反政府勢力の拠点がシリア側に存在するとして2016年以降、複数回にわたり、内戦で政治的空白区になっていたシリア北部に侵攻。武力勢力の掃討作戦を実施してきた。
2018年12月19日、アメリカ合衆国は「ISILを打倒した」として、シリアに展開する駐留アメリカ軍の撤収を開始。さらに2019年3月22日には、シリアにおけるISILの支配領域を完全に奪還したと発表。シリア北部の勢力図に大きな変化が生じることとなった。
2019年10月6日、トルコ政府はシリア北部の国境地帯で、クルド人民兵部隊を標的とした軍事作戦を予告。これに対してアメリカは、アメリカ軍を国境付近から撤退させる一方、トルコの作戦支援は行わないと表明。さらにドナルド・トランプ大統領は、ツイッターでクルド人を見捨てたわけではないと擁護しつつも、トルコ側の軍事行動も容認する姿勢を示唆した。10月8日、トルコ国防省はシリア北部に対する攻撃の準備が完了したと発表した。
2019年10月9日、トルコ軍は国境地帯でシリア領内に向けて砲撃と空爆を開始。続いて地上部隊が越境作戦を開始した。シリア領内でトルコ軍に対抗するシリア民主軍は、トルコ軍が実施した地上作戦を撃退したと発表したが、初日から砲撃により民間人の死者が生じた。トルコ国防省は、トルコ軍と自由シリア軍がユーフラテス川の東側に進攻したと発表した。

## 作戦開始以降
2019年10月9日以降、トルコ側は作戦の意図として、トルコはクルド人が中心の人民防衛隊が中核をなすシリア民主軍などを国境付近から30kmの間で排除して緩衝地帯を設置。そこにシリア難民を移住させる構想を示した。エルドアン大統領は、国際連合のグテーレス事務総長に書簡を送る一方、トルコを非難した欧州各国に対して目下の作戦を占領と位置付けようとするなら、ドアを開けて難民360万人をあなた方のもとに送るとした警告を行った。
シリア民主軍側は、敵対行動を取ってきたシリア政府軍にロシアを仲介役として支援を要請。2019年10月14日、シリア政府軍は、クルド側の要請に応じてアメリカ軍撤退後に軍事的空白地帯となっていたシリア北東部マンビジに進駐。一帯を勢力下に置いた。また10月16日には、アイン・アル＝アラブへロシア軍とともに進駐した。
2019年10月15日頃には、マンブジの東方の町ラース・アル＝アインをはじめ多数の個所でトルコ軍とクルド人勢力が交戦状態となった。10月17日には、アメリカ合衆国の仲介により5日間の停戦が成立（後述）。停戦の条件には、クルド人部隊が停戦期間内に国境付近（トルコが提唱する緩衝地帯）から撤退することが挙げられていたため、クルド人部隊は20日までにラース・アル＝アインから撤退を行った。
2019年10月22日、ロシアのソチにて、エルドアン大統領とプーチン大統領の間で国境付近の扱いに関する合意がなされた。さらに10月23日、トルコ国防省は、アメリカ当局より国境線沿い約120キロ、幅32キロに及ぶ緩衝地帯（もしくは安全地帯）からクルド人勢力が撤退した情報を得たとして、クルド人勢力への攻撃を再開する必要はないと発表した。同日からはクルド人武装勢力が撤退した地域にロシア軍が進駐し、パトロールを開始。一時は、シリア北部を中心に国土の3分の1近くを支配下に置いていたクルド人武装勢力が掌握する範囲は大幅に減退した。

## アメリカ合衆国の和平工作
2019年10月6日、トランプ大統領はエルドアン大統領と電話会談を行った。翌7日には、ツイッターでトルコが一線を越えたとみなした場合には経済を完全に破壊し消滅させるとして経済制裁を示唆した。
2019年10月9日、トランプ大統領はエルドアン大統領に向けて書簡を送付。「もしあなたが正しく人道的な方法でやり遂げるなら、あなたは歴史的に高く評価されるだろう。しかし良い事をしなければ、あなたは悪人の烙印を押される」とするとともに、再び経済制裁を示唆して武力攻撃に抑制的になるよう働きかけを行った。この書簡は、トルコ側には届いたもののゴミ箱に捨てられた。
2019年10月16日、アメリカ下院は、シリア北東部からのアメリカ軍撤退に反対する決議案を354対60の賛成多数で可決。与党の共和党からも賛成に回る議員が見られた。アメリカ国内でも、2017年にクルド人に武器供与を行ってきた経緯なども踏まえ、クルド人を見捨てたという批判が高まっていた。
2019年10月17日、トランプ大統領は、トルコにマイク・ペンス副大統領を派遣。エルドアン大統領との交渉が行われ、クルド人が国境付近から避難するために時間が必要として5日間の停戦合意を発表した。
2019年10月23日、トランプ大統領は、トルコ軍の作戦開始に伴い課していた経済制裁の解除を表明。また、シリア国内へのアメリカ軍駐留については、石油施設の保護を名目に少数で続ける考えを示した。
2019年11月14日、エルドアン大統領が訪米。ホワイトハウスでトランプ大統領と会談を行った。会談後、トランプ大統領はエルドアン大統領を称え、握手を行った。